# مشغل (أحياء)
المَشغل  (بالإنجليزية: Operon)‏ هو عبارة عن تسلسل من الدنا يحتوي على مجموعة من الجينات متجاورة لها وظائف متعلقة بعملية حيوية مشتركة. تشترك المورثات بوجود محفز ومُشغل واحد يتحكمان في التعبير الجيني لهذا المشغل الحيوي على شكل وحدة واحدة. تُشفر هذه الجينات عدة بروتينات يتم التعبير عنها برنا مرسال متعدد الجينات (يحمل شفرة تصنيع أكثر من بروتين).
مثال على ذلك مشغل لاك في بكتيريا االإشريكية القولونية المسؤول عن تحطيم وجلب سكر اللاكتوز للخلية البكتيرية. تم اكتشاف هذه المشغل بواسطة العالمان فرانسوا جاكوب وجاكيه منود في عام 1961.